# Borsa
|  | Aquest article tracta sobre a l'origen de les institucions històriques tant d'intercanvi de mercaderies com de valors. Si cerqueu les institucions modernes d'intercanvi de valors, vegeu «Borsa de valors». |

Una borsa és un mercat organitzat que acull i organitza diversos mercats. S'hi compren i s'hi venen matèries primeres i mercaderies, quan s'acostuma a conèixer com a llotja, o contractes de valors negociables, divises, futurs i opcions, que és quan s'anomena borsa de valors.
Les borses com a institucions, tant de mercaderies com de valors, tenen els seus orígens en les principals àrees comercials d'Europa occidental als segles XIII i XIV: Aragó, Flandes, Gènova i Venècia. Al cas concret de la Corona d'Aragó, les llotges van començar a ser institucions per ordenar l'intercanvi de productes comercials, i van anar incorporant instruments financers que finalment van acabar formant part dels seus serveis. Les borses de valors però, tal com les entenem en l'actualitat, van prendre forma a Amsterdam i Londres el s. XVII.

## Història

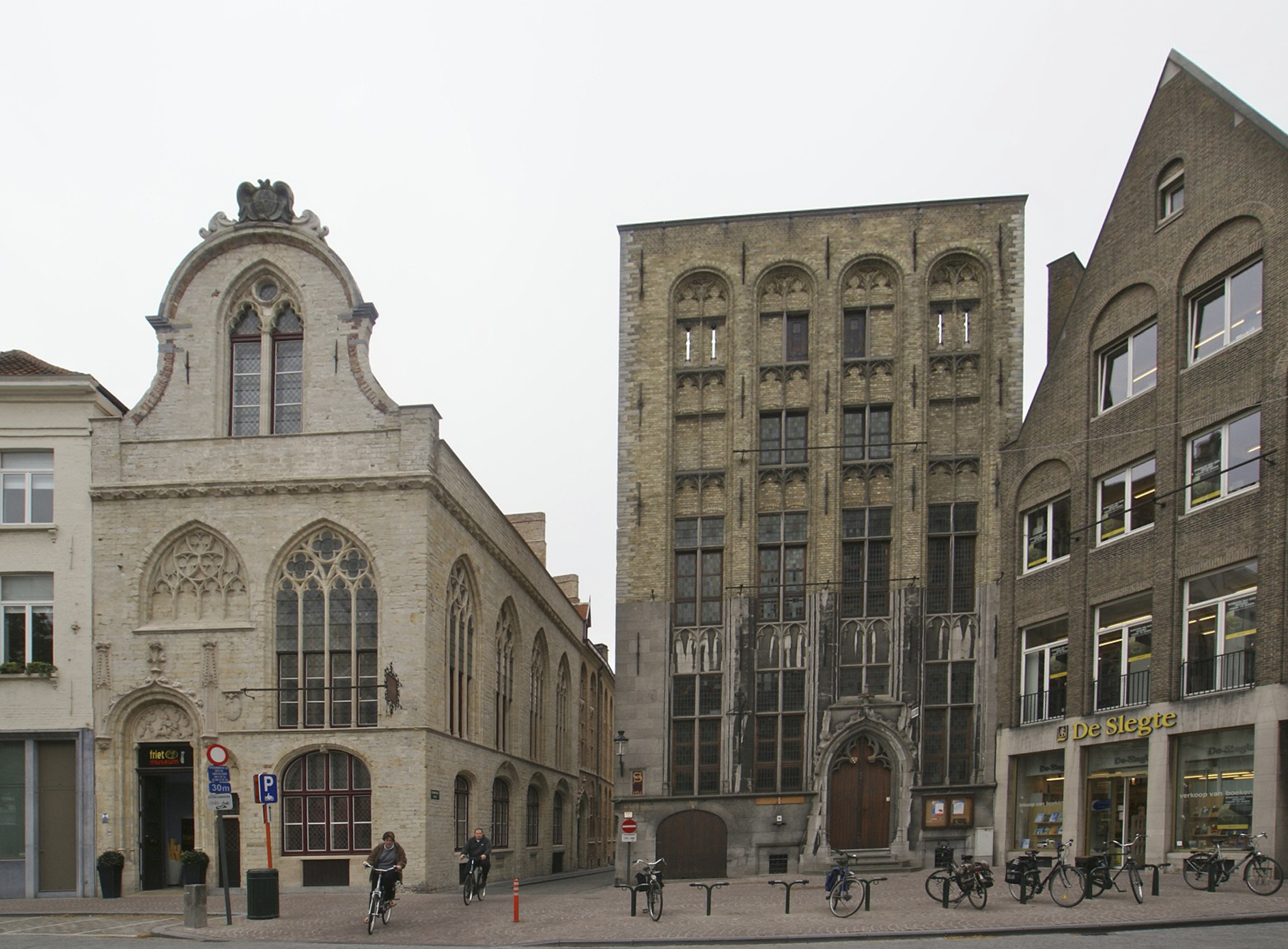
El "Huis ter Beurze" (centre) a Bruges, Bèlgica

Escut de la família van der Beurze, que representa tres bosses (flamenc: buerzen, grec: birsa, llatí: bursa) i així va donar nom a la família i va donar lloc a la paraula 'borsa'

### Segle XII: Corredors al Gran Pont, França
Al segle XII, els negociants de divises a França eren els encarregats de controlar i regular els deutes de les comunitats agrícoles per compte dels bancs. Aquests van ser en realitat els primers corredors. Es van conèixer al Gran Pont de París, l'actual Pont au Change. Pren el seu nom dels corredors de divises.

### Segle XIII: del comerç de mercaderies a Flandes, Venècia, Gènova i Aragó al comerç de valors
El terme «borsa» està relacionat amb la fonda del segle xiii anomenada "Huis ter Beurze" propietat de la família Van der Beurze a Bruges, aleshores ciutat de Flandes, a l'escut heràldic de la qual s'hi troben tres bosses. En aquest indret hi feien cap comerciants d'arreu d'Europa, especialment de les repúbliques italianes de Gènova, Florència i Venècia, que hi van fer negocis al període baixmedieval. L'edifici, que va ser establert per Robert van der Beurze com a hostaleria, havia funcionat des de 1285. Els propietaris de "Huis ter Beurze" es van fer famosos per oferir assessorament financer als comerciants que freqüentaven l'edifici. Aquest servei es va conèixer com el "Beurze Purse", que és la base de la borsa, és a dir, un lloc d'intercanvi organitzat. Finalment, l'edifici es va convertir únicament en un lloc per al comerç de mercaderies". Bruges, que va arribar a tenir 100 000 habitants, superava en població ciutats com Londres i París i va ser un centre comercial de primer ordre des del segle XIII al XV, el principal del nord d'Europa, tant per la seva condició de ciutat portuària com per la seva producció molt intensa de tèxtils i especialment els famosos “draps flamencs” reconeguts per la seva qualitat, a més de ser el centre de comercialització de diamants més antic d'Europa. No obstant això, el que es considera la primera borsa va ser creada a Anvers, aleshores ciutat de Flandes, el 1460, i la segona a Amsterdam, els primers anys del segle xvii, quan aquesta ciutat es va convertir en el centre del comerç mundial.
A part de Flandes, les llotges de la Corona d'Aragó i les fires de les ciutats mediterrànies occidentals del nord de la península itàlica van tenir un paper fonamental en l'evolució dels mercats moderns de matèries primeres i valors. Les ciutats mediterrànies, especialment Barcelona, van establir relacions comercials amb el Llevant mediterrani ja des del segle XII, amb evidència de mercaders que venien d'Egipte i de la "Terra d'Israel". Aquesta dinàmica es va intensificar durant el segle XIII, amb ciutats com Montpeller obtenint franquícies comercials a ports croats com Acre i Trípoli, i amb Barcelona i Perpinyà consolidant la seva presència al Mediterrani oriental gràcies al suport de la Corona. Les llotges comercials de la Corona d'Aragó es van convertir en centres neuràlgics d'intercanvi de mercaderies, facilitant el comerç a llargues distàncies. Els mercaders catalans van saber adaptar-se i prosperar malgrat la competència de venecians i genovesos, aconseguint establir una xarxa comercial robusta i eficient que va permetre la distribució de productes com el pebre, la canyella, l'indi i altres espècies valuoses. Les llotges de València, Barcelona i Perpinyà van evolucionar des de mercats de mercaderies a mercats de valors seguint un procés que reflecteix la dinàmica del comerç medieval i la transició cap a estructures més sofisticades de negoci i finances.
La Llotja de la Seda de València, inaugurada a finals del segle xv, va començar com un mercat destinat principalment al comerç de la seda i altres mercaderies de luxe. Amb el temps, la Llotja va ampliar les seves funcions per incloure operacions financeres com préstecs i contractes d'assegurances, reflectint la creixent complexitat del comerç i la necessitat d'institucions que poguessin gestionar riscos financers i crèdit comercial.
La Llotja de Mar de Barcelona va seguir una evolució similar. Originalment un centre de comerç de mercaderies, especialment productes marítims i agrícoles, la seva ubicació estratègica la va convertir en un centre vital per al comerç mediterrani. A mesura que el comerç esdevenia més complex, la Llotja de Mar va incorporar funcions financeres, incloent-hi l'emissió de crèdit i la gestió de deutes. Aquesta transició va ser impulsada per la necessitat de finançar les expedicions comercials a llargues distàncies i la creixent sofisticació de les tècniques comercials utilitzades pels mercaders barcelonins. Així, la Llotja de Mar va evolucionar cap a un centre on no només es comercialitzaven productes, sinó també títols de deute i altres instruments financers.
La Llotja de Perpinyà, tot i tenir una influència més limitada en comparació amb les de València i Barcelona, també va tenir un paper significatiu en el comerç de la Corona d'Aragó. Situada en una ciutat clau per al comerç transpirinenc, la llotja de Perpinyà va facilitar el comerç de productes com el vi, l'oli i el blat. Amb el temps, aquesta llotja va adaptar-se a les necessitats canviants dels mercaders, oferint serveis financers similars als de les altres llotges, com el crèdit comercial i la contractació d'assegurances.
Aquestes tres llotges van ser pioneres en la creació d'estructures comercials i financeres que prefiguren els mercats de valors moderns. La seva capacitat per adaptar-se i innovar va permetre als mercaders de la Corona d'Aragó competir efectivament en un mercat mediterrani dominat per potències comercials com Venècia i Gènova. Aquestes institucions no només van facilitar el comerç de mercaderies, sinó que també van establir les bases per a les pràctiques financeres que serien fonamentals en el desenvolupament dels mercats de valors moderns.
La Borsa d'Amsterdam és considerada la més antiga del món. Va ser fundada el 1602 per la Companyia Neerlandesa de les Índies Orientals (neerlandès: Verenigde Oostindische Compagnie) per fer tractes amb les seves accions i bons. Posteriorment va ser reanomenada com a Amsterdam Bourse i va ser la primera a negociar formalment amb actius financers. La Borsa d'Amsterdam també va funcionar com a mercat de productes colonials. Publicava setmanalment un butlletí que servia de punt de referència de les transaccions.
El primer crac borsari documentat va tenir lloc el 1636 a Holanda. Els preus dels bulbs de tulipa van arribar a nivells excessivament elevats en un esdeveniment conegut com la tulipomania. El preu es va enfonsar l'1 d'octubre de 1636. Al segle xvii, els neerlandesos van ser els primers a utilitzar la borsa per finançar empreses.

### Aparició de la institució moderna de la borsa

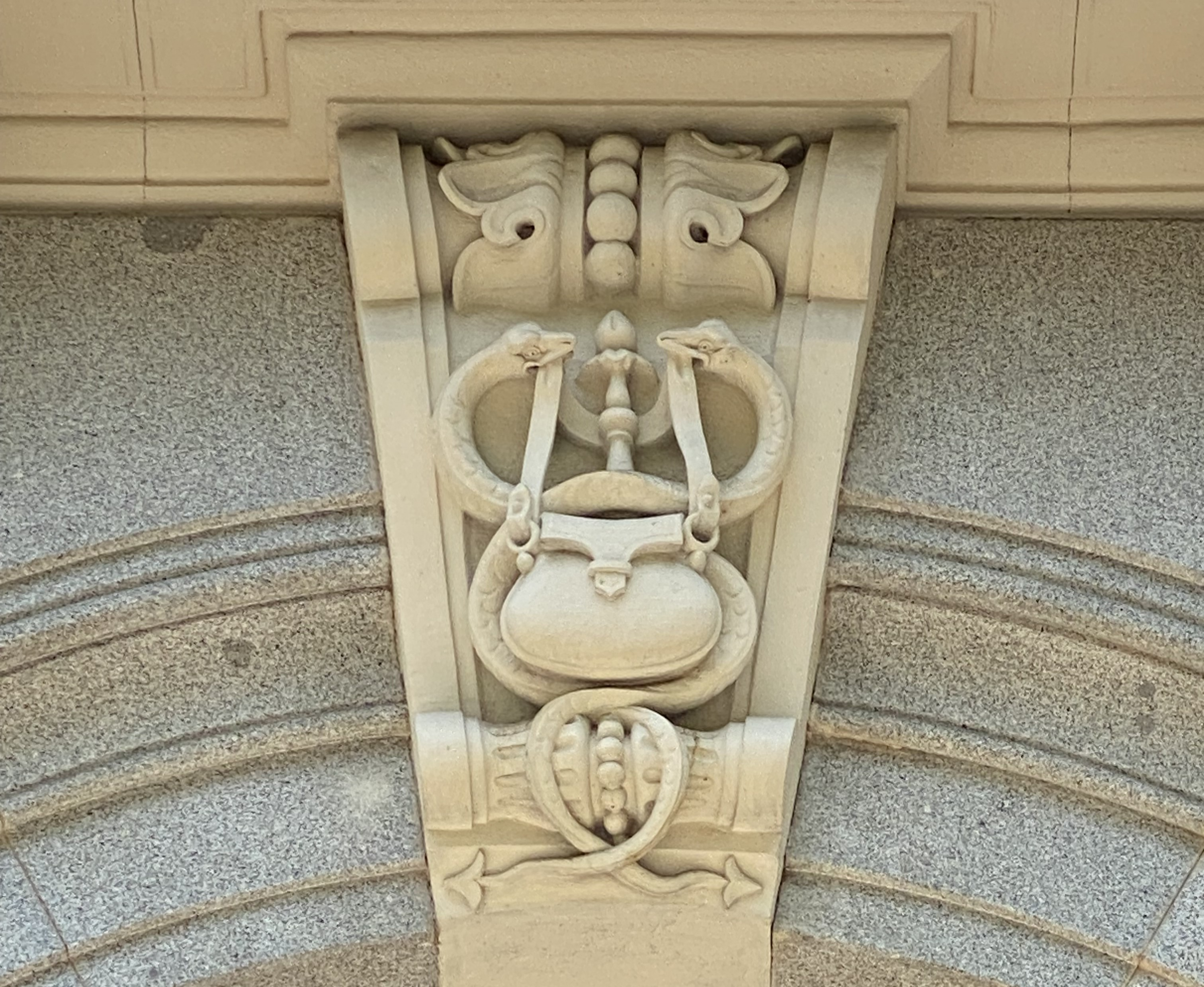
Escultura decorativa d'una bossa (bolsa) al Palau de la Bolsa de Madrid, principis de la dècada de 1890

La Borsa de Londres va començar a operar i a cotitzar accions i bons el 1688. La Borsa de París va ser fundada el 1724.

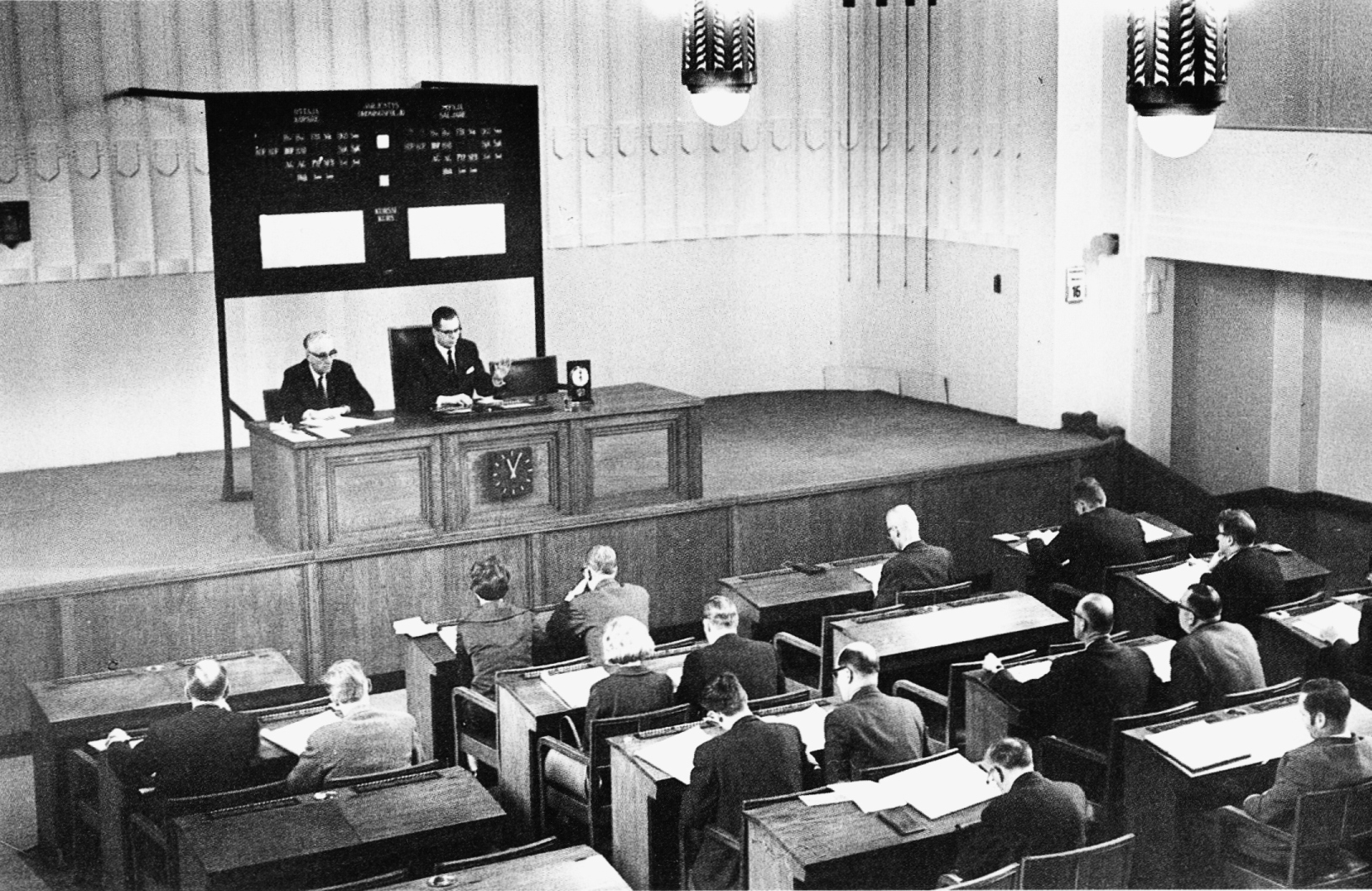
Sala interior de la Borsa de Hèlsinki a Hèlsinki, Finlàndia, 1965

Al segle XIX, la Revolució Industrial va permetre un ràpid desenvolupament de les borses, impulsat per les importants necessitats de capital per a la indústria financera i el transport. Des de la revolució informàtica dels anys setanta, s'ha produït una desmaterialització dels valors negociats a la borsa.
El 1971, Nasdaq es va convertir en el primer mercat electrònic de valors del món. A França, la desmaterialització va ser efectiva a partir del 5 de novembre de 1984.
El desenvolupament de la tecnologia de la informació a finals del segle xx va donar lloc a un nou tipus d'intercanvi electrònic que va substituir els mercats físics més tradicionals. Això va donar lloc a noves definicions en la normativa financera que reconeixien aquests nous intercanvis, com ara el mecanisme de comerç multilateral a Europa i el sistema de comerç alternatiu als Estats Units. Els reguladors també van començar a utilitzar el terme centre de negociació per descriure la definició més àmplia que inclou tant els intercanvis tradicionals com els intercanvis electrònics.

## Descripció
Les borses de valors i de futurs (mercaderies i matèries primeres) actuals són un reflex de la complexitat i la interconnexió dels mercats financers globals. Aquestes borses han evolucionat al llarg dels anys per adaptar-se a les necessitats canviants dels comerciants i inversors, així com a l’evolució de la tecnologia.
Una característica clau de les borses de futurs és l'estandardització. Aquesta estandardització permet als participants al mercat comparar els preus en una base igual. Les característiques dels contractes de futurs estan estandarditzades, de manera que tots els contractes d’un tipus particular tenen les mateixes especificacions. Això facilita el comerç i la comparació de preus.
Amb el desenvolupament de la tecnologia de la informació, les borses de futurs han adoptat plataformes de comerç electrònic. Aquestes plataformes permeten als comerciants comprar i vendre contractes de futurs i altres instruments financers en línia. Aquesta evolució ha permès un major accés als mercats i ha augmentat la velocitat i l’eficiència del comerç.
A més, les borses de mercaderies permeten la negociació de diversos tipus de derivats. Aquests inclouen preus al comptat, contractes a termini, futurs i opcions sobre futurs. Aquests instruments permeten als comerciants gestionar el risc de preu i especular sobre els moviments de preus futurs.
Finalment, les borses de mercaderies i matèries primeres estan subjectes a la regulació de diverses autoritats financeres. Aquestes regulacions asseguren que les borses operen de manera justa i transparent, protegint els interessos dels inversors. A la Unió Europea l'encarregada és l'Autoritat Europea de Valors i Mercats.

## Actors i tipologia
Les borses reuneixen corredors i comerciants que compren i venen aquests objectes. Aquests diferents instruments financers normalment es poden vendre a través de l'intercanvi, normalment amb el benefici d'una cambra de compensació per reduir el risc de liquidació.
Els intercanvis es poden subdividir:
- Per objectes venuts:
  - Borsa de valors
  - Intercanvi de mercaderies
  - Mercat de divises - poc habitual avui en dia en forma d'institució especialitzada
- Per tipus de comerç:
  - Intercanvi clàssic: per negocis al comptat
  - Mercat de futurs o intercanvi de futurs i opcions: per a derivats financers

A la pràctica, les borses de futurs solen ser borses de mercaderies, és a dir, tots els derivats, inclosos els derivats financers, solen negociar-se a les borses de mercaderies. Això té raons històriques: les primeres borses van ser borses de mercaderies. Al segle XIX, es van obrir borses per negociar contractes a termini de mercaderies. Els contractes a termini negociats en borsa s'anomenen contractes de futurs. Aquestes "borses de mercaderies" més tard van començar a oferir contractes futurs sobre altres productes, com ara tipus d'interès i accions, així com contractes d'opcions; ara es coneixen generalment com a borsa de futurs.